# Bronislav Křikava
Bronislav Křikava (* 20. listopadu 1972) je bývalý český fotbalista. Po skončení aktivní kariéry působí v Českých Budějovicích jako trenér mládeže.

## Fotbalová kariéra
V československé a české lize hrál za Duklu Praha a SK Dynamo České Budějovice. V československé a české lize nastoupil celkem ve 20 utkáních. V nižších soutěžích hrál za 1. FC Terrex Kladno a FK Jiskra Otavan Třeboň.

## Ligová bilance
| Ročník                            | Zápasy | Góly | Klub                       |
| --------------------------------- | ------ | ---- | -------------------------- |
| 1. česká fotbalová liga 1993/1994 | 8      | 0    | Dukla Praha                |
| 1. česká fotbalová liga 1993/1994 | 2      | 0    | SK Dynamo České Budějovice |
| 1. česká fotbalová liga 1994/1995 | 4      | 0    | SK Dynamo České Budějovice |
| 2. česká fotbalová liga 1994/1995 | -      | 0    | 1. FC Terrex Kladno        |
| Česká fotbalová liga 1997/1998    | -      | 3    | FK Jiskra Otavan Třeboň    |
| Česká fotbalová liga 1998/1999    | -      | 1    | FK Jiskra Otavan Třeboň    |
| CELKEM                            | 20     | 0    |                            |